# Helena Flats (Montana)
Helena Flats es un lugar designado por el censo ubicado en el condado de Flathead en el estado estadounidense de Montana. En el Censo de 2010 tenía una población de 1043 habitantes y una densidad poblacional de 46,69 personas por km².

## Geografía
Helena Flats se encuentra ubicado en las coordenadas 48°16′49″N 114°14′13″O / 48.28028, -114.23694. Según la Oficina del Censo de los Estados Unidos, Helena Flats tiene una superficie total de 22.34 km², de la cual 21.76 km² corresponden a tierra firme y (2.61%) 0.58 km² es agua.

## Demografía
Según el censo de 2010, había 1043 personas residiendo en Helena Flats. La densidad de población era de 46,69 hab./km². De los 1043 habitantes, Helena Flats estaba compuesto por el 93.96% blancos, el 0.1% eran afroamericanos, el 2.4% eran amerindios, el 0.29% eran asiáticos, el 0% eran isleños del Pacífico, el 0.29% eran de otras razas y el 2.97% pertenecían a dos o más razas. Del total de la población el 2.01% eran hispanos o latinos de cualquier raza.